# Unterpremstätten
Unterpremstätten är en ort i Österrike. Den ligger i kommunen Premstätten i förbundslandet Steiermark, 160 kilometer sydväst om huvudstaden Wien. Orten var till och med 2014 huvudort i kommunen Unterpremstätten som även omfattade orterna Hautzendorf och Oberpremstätten.